# 4. přístav Jana Nerudy Praha

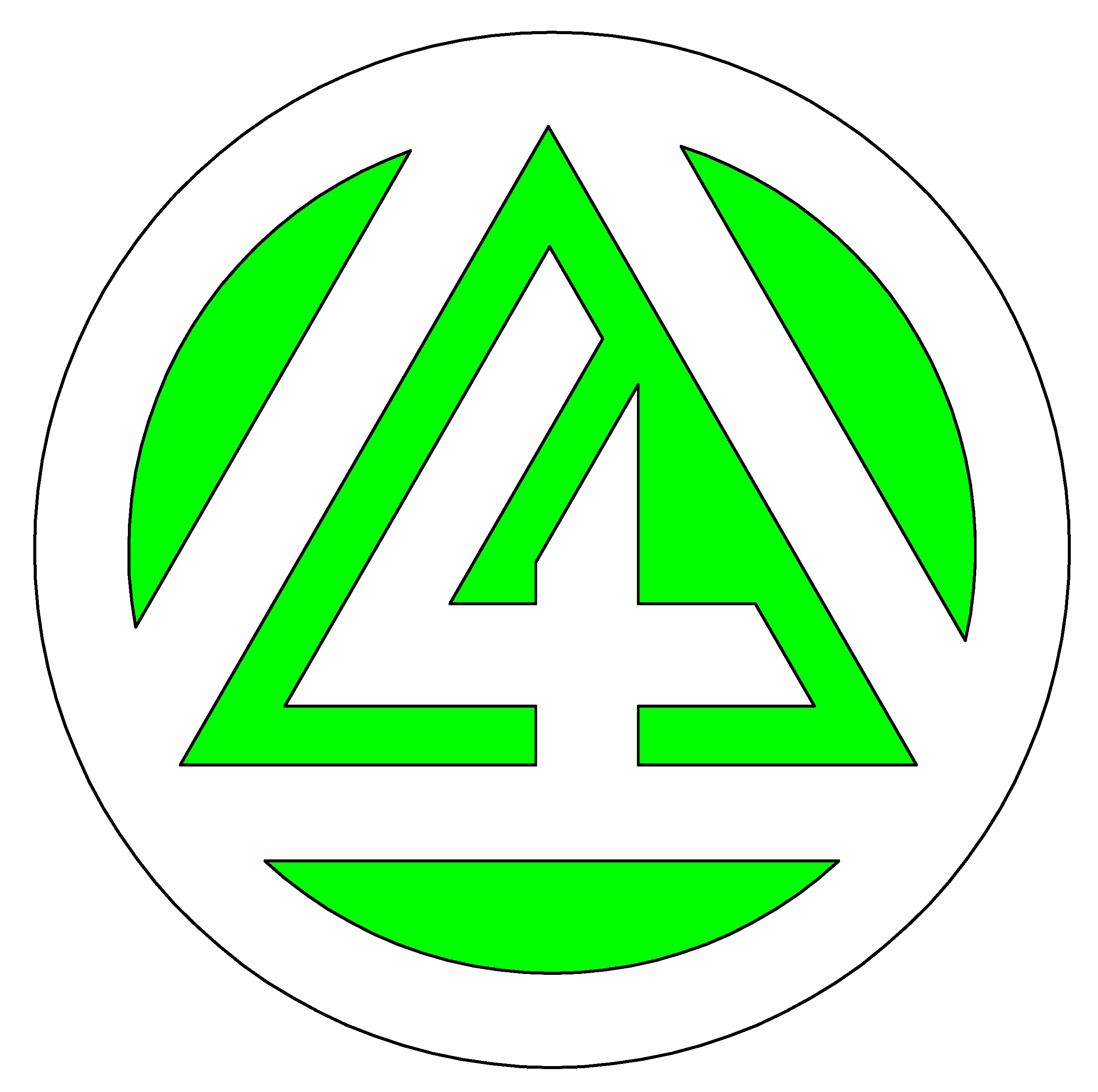
Znak 4. přístavu

4. přístav vodních skautů Jana Nerudy Praha je organizační jednotkou Junáka, středisko vodních skautů sídlící na Praze 3 – Žižkov. Jedná se o nejstarší nepřetržitě fungující přístav vodních skautů v Česku. Hlavní náplní činnosti přístavu je vodní turistika, členové přístavu se ale také věnují potápění, speleologii, pěší turistice, lyžování atd. V rámci přístavu fungují též kluby českého lakrosu a někteří členové přístavu jsou také členy speleologické skupiny ZO1-01 Český kras.
Přístav a jeho členové organizují nebo se podílí na organizaci velkých akcí pro veřejnost, jako je dětský orientační závod "Praha plná strašidel", vodácký závod            "Napříč Prahou – přes tři jezy" a pochod Praha-Prčice.

## Historie
4. PVS byl založen v roce 1920 jako 4. oddíl VS. Původní vůdci oddílu až do roku 1939 nejsou přesně známi. V oddíle pravidelně fungovaly dvě družiny, věkové rozmezí bylo 14–16 let. V oddíle působil také Prof. Ludvík Šimek, propagátor vodního skautingu a jeden ze zakladatelů I. oddílu VS (později vodácký oddíl Dvojka Praha). 
V roce 1939 se ujal vedení Ladislav "Nestor" Ritt, jenž oddíl vedl i přes zákazy skautingu v letech 1940–1945 a 1948–1968 pod hlavičkou různých organizací. Po posledním zákazu skautingu roku 1970 byl přístav pod hlavičkou pionýra, jako 28. pionýrská skupina – 4. přístav Jana Nerudy Praha. V roce 1974 Ladislav Ritt na nátlak ze strany SSM opustil vedení přístavu a předal jej Karlu "Šárlímu" Dvořákovi. Ten následně vedl 4. přístav až do povolení junáka roku 1989 a dlouho poté. Roku 2006 předal Karel Dvořák vedení přístavu Jaroslavu "Gumovi" Veitovi, jenž přístav vedl až do roku 2019. V letech 2019–2023 byl kapitánem 4. přístavu Jan Mrkos – Hondzik. Od roku 2023 je kapitánem Vojtěch Žižka.

## Struktura 4. PVS Jana Nerudy
V současnosti se v přístavu nachází 9 oddílů, z toho dva chlapecké skautské (Albatrosové, Bobři), jeden dívčí skautský (Kačky), dvě vlčácké smečky (Rackové, Bobříci), jeden oddíl světlušek (Želvy), jeden smíšený oddíl benjamínků (Myšky), jeden oldskautský oddíl (Rittíři) a jeden koedukovaný oddíl (Zlatá kotva), jenž však vede vlastní oddílovou činnost a nezúčastňuje se pravidelně setkání 4. přístavu a společných akcí 4. přístavu. K sčítání členů v roce 2020 měl celý přístav okolo 220 členů, včetně vedoucích a činovníků. 
V současnosti nejstarším oddílem jsou Albatrosové, kteří navazují na původní 4. oddíl z roku 1920. Menším skautským oddílem kluků jsou pak Bobři, fungující nejdříve v letech 1978–1980 a obnoven roku 2013. Želvy a Kačky byly dříve dvě družiny v rámci jednoho oddílu, ale v roce 2012 se oba oddíly odtrhly a založily jeden oddíl starších a jeden oddíl mladších holek. První vlčácká smečka Rackové byla založena roku 1996 a druhá vlčácká smečka – Bobříci byla založena až v roce 2020. Oddíl benjamínků – Myšky, byl založen roku 2023, což z něj dělá nejmladší oddíl v rámci celého čtvrtého přístavu.
Oldskautský oddíl Rittíři byl založen roku 2015. Členy oddílu jsou starší skauti – buď vedoucí, nebo bývalí členové přístavu. Název oddílu je odvozen od příjmení Nestora, nejdéle sloužícího vedoucího 4. PVS. 33. oddíl Zlatá kotva fungoval jako přístav  v letech 1971–2010, posléze přešel jako 33. oddíl do 4. přístavu.

## Činnost 4. přístavu

### Vodní turistika
Vodní turistika je (jako u většiny vodních skautů) hlavní náplní činnosti ve čtvrtém přístavu. Každoročně se 4. přístav vypravuje na vodu v březnu až v dubnu o Velikonocích a poslední splouvání probíhá okolo října, výjimečně až v listopadu. Zároveň má každý oddíl na začátku letních prázdnin svůj vlastní putovní tábor po vodě. Oddíly skautů a skautek po celou dobu, oddíly vlčat a žabiček pouze na část tábora, druhou část tábora tráví na stálém tábořišti. Celý 4. přístav vždy na táboře splouvá stejnou řeku, oddíly ale mají každý svůj vlastní program. 

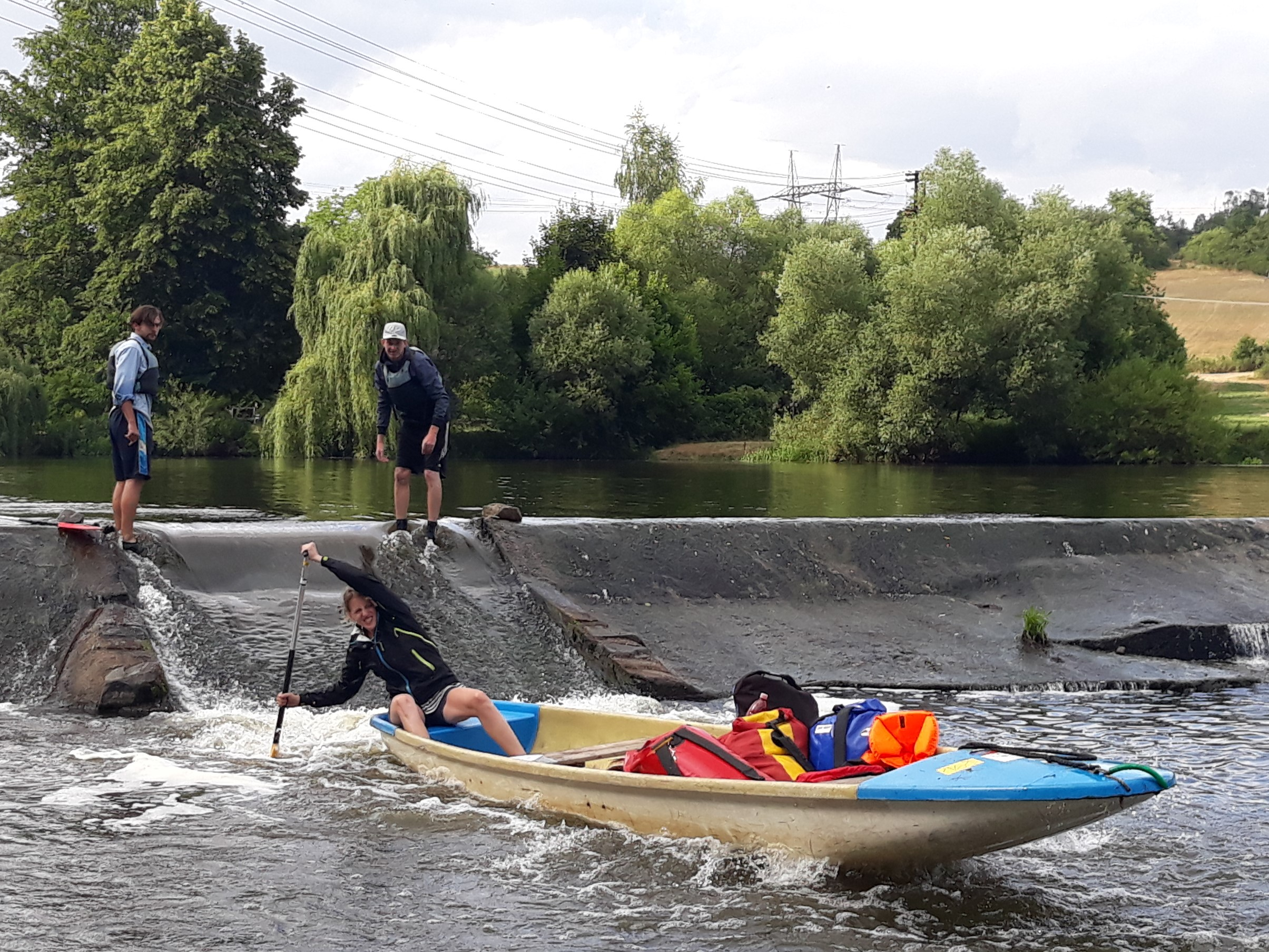
Tábor na řece Berounce (2021)

Zároveň se 4. přístav zúčastňuje během roku také několika závodů na vodě. Pravidelnou akcí je tradiční skautský závod Napříč Prahou přes tři jezy, nebo závod Sázavské pádlo, jenž pořádá klub vodní turistiky Loděnice Vltava. Zároveň se členové 4. přístavu občasně zúčastňují volného splutí na závodech ČPV (Českého poháru vodáků). 
K vodní turistice patří také jachting, jenž 4. přístav provozuje zejména na závodě SkaRe (Skautská regata). Plachtí se převážně na lodích P550. Součástí vodní turistiky je také rafting, ten sice v menší míře, ale také se ve 4. přístavu provozuje. 

### Speleologie (jeskyňaření)
Velmi zajímavou, dnes ve 4. přístavu již tradiční činností je speleologie. Tu začali první členové přístavu provozovat již v 70. letech 20. století. Postupem času se do 4. přístavu dostala také tzv. "jednolanová technika" (používaná při speleoalpinismu), při které speleolog slaňuje do propasti na jednom laně pomocí jisticího zařízení. Touto technikou začali členové přístavu lézt i do hlubších propastí. Zatím nejhlubší propastí, kterou členové 4. přístavu slezli, byla řecká propast Provatina s hloubkou -407 m. 
K pravidelným speleologickým akcím dopomohlo získání stále základny v budově bývalé vechtrovny Korno v Srbsku u Berouna v 90. letech 20. století. Tu 4. přístav vlastní dodnes. Pravidelné slaňování v nedalekých propastech Českého krasu a výcvik jednolanové techniky je hlavní náplň jeskyňářských akcí pořádaných v základně Korno. 

### Vodní sporty
Důležitou činností 4. přístavu je také potápění. Pro vlčata a světlušky je to zejména šnorchlování, pro skauty a skautky přístrojové potápění. Pravidelným pronajímáním bazénu ČZU v Suchdole v zimních měsících má 4. přístav skvělé zázemí pro výcvik potápění. Pravidelnými potápěčskými akcemi je občasně i návštěva Bulharska či Chorvatska v letních měsících. 
Kromě potápění je důležitou činností výcvik plavání, jež musí každý vodní skaut umět. To probíhá v již zmíněném suchdolském bazénu ČZU. Plavání se dále pěstuje i na táborech či na jiných akcích, kdy je blízko přilehlá vodní plocha a je ideální čas pro koupání. Koupání vždy probíhá pod dohledem vedoucího pro případ jakékoliv nehody. 

### Zimní sporty
4. přístav v zimních měsících také pěstuje lyžování. Dříve byla tradice tzv.  "přístavních zimních táborů", dnes již kvůli malé kapacitě zázemí musí jezdit oddíly zvlášť. Pro běžecké lyžování pořádá každoročně v období přelomu roku oddíl Albatrosů tzv. DAL (Drsná akce s losem), kdy účastníci akce vyberou vždy jinou destinaci v Česku a tam jedou na vícedenní putovní tábor na běžkách. Oddíl Bobrů se zase každoročně vypravuje do Rakouska na únorový prodloužený víkend na sjezdové lyžování. 
Dnes již trochu pozapomenutou činností bylo také bruslení. To paradoxně dříve bylo mnohem častější činností ve 4. přístavu než lyžování. Každoročně se pořádal hokejový turnaj na štvanici, ovšem zbourání stadionu na štvanici a konec zamrzání Vltavy definitivně pohřbilo jakékoliv naděje na opětovné pořádání. Při tzv. "Vánočních táborech" při přelomu roku se konaly velké bruslařské výpravy na zamrzlé Sázavě. Sázava dnes občasně zamrzá, ale na bruslení to už bohužel není. 

### Český lakros
Skvělá prezentace 4. přístavu probíhá i na turnajích českého lakrosu. Ten členové přístavu hrají od roku 1980, kdy se přihlásili do české I. ligy jako tým "Albatros". Roku 1989 Albatrosové ligu vyhráli. Postupem času ale přestal tým Albatrosů na turnajích a v lize vyhrávat. Oživení pak nastalo založením týmu Bobrů. Ten ze začátku hrál pouze v "Dětské lize", kde ale postupem času přestal mít konkurenci. Poté se přihlásil do Ženské a žákovské ligy, kde je věkový strop max. 15 let. Jakmile hráči odrostli, přihlásili se do II. pražské ligy (po přelomu milénia se česká liga rozpadla na Pražskou a moravskou divizi, viz. článek o Českém lakrosu). V sezoně 2020/2021 Bobři postoupili do I. pražské ligy, a v sezoně 2022/2023 I. pražskou ligu vyhráli. V současnosti je v českých soutěžích pět týmů (Bobři A, Albatros, Gumídci, Bobři B, Bobříci), což ze 4. přístavu dělá středisko s největší lakrosovou základnou v republice. 

## Mimopřístavní aktivity a kroužky
4. přístav Jana Nerudy kromě provozování skautských aktivit provozuje také kroužky a spolky, ve kterých valnou většinu členstva tvoří nečlenové 4. přístavu. V současnosti je takovým kroužkem např. Lakrosový kroužek, jenž samostatně funguje od r. 2013. Členové kroužku se pravidelně zúčastňují mnoha turnajů v českém lakrosu skrz celý školní rok a zaznamenaly již mnoho úspěchů. V současnosti Lakrosový kroužek vede Jaroslav "Guma" Veit.
V rámci přístavu také funguje včelařský kroužek "Žihadla ze čtyřky", v současnosti vedený Vladimírem "Pajdou" Siebrem. Zázemí má přímo v areálu 4. přístavu pod parkem Parukářka na Žižkově. Členové kroužku se učí o životě včel a o technice včelaření. Pravidelnou akcí je vytáčení medu během jarních a letních víkendů. Kroužek se prezentuje na různých akcích (den země, veletrh volnočasových aktivit na Praze 3) nebo na soutěžích (Zlatá včela) kde mj. získal několik cen.   
Dříve v rámci 4. přístavu fungoval také technický kroužek (tj. na přelomu 20. a 21. stol.), jenž se zaobíral modelařením a elektrotechnikou. Kroužek byl později zrušen, ovšem byl znovu obnoven od školního roku 2024/2025. Jeho vedoucím je Jaroslav "Guma" Veit. Technická zdatnost se stále (i když v menší míře) podporuje i u samotných členů přístavu pořádáním např. brigád (zvelebování klubovny a areálu 4. PVS) nebo občasným pořádáním tzv. "technických dnů". 
Veřejné prezentování 4. přístavu a jeho areálu veřejnosti probíhá pravidelně při "dni dětí". V roce 2021 přístav v areálu své klubovny opožděně (z důvodu pandemie covidu-19) slavil výročí 100 let od vzniku 4. PVS. 

## Prošli přístavem
- David Svoboda (Cedník) – hlavní kapitán vodní skautů České republiky (2013–2023)
- Pavel Česák (Pavel) – hospodář hlavního kapitanátu vodních skautů (1996–2004)[7]
- Petr Zahrádka – režisér a scenárista.[8]

## Pokřik 4. přístavu
Vedoucí: Bude-li každý z nás z křemene, je celý národ...
Ostatní: …Z kvádru!
(pokřik je jeden verš převzatý z básně Jana Nerudy z Písní kosmických)

## Historické názvy
- IV. oddíl vodních skautů v Praze (1920–1939)
- Turistický oddíl KČT Praha 4 – Braník (1939–1946)
- 4. oddíl VS Praha (1946–1949)

(během let 1949–1957 se názvy oddílu pravidelně měnily vlivem pravidelných a častých přechodů pod různé tělovýchovné jednoty)
- TJ Stadion Žižkov – turistický oddíl (1957–1968)
- Junák, 4. přístav Jana Nerudy (1968–1970)
- 28. Pionýrská skupina – 4. přístav Jana Nerudy (1970–1989)
- Junák, svaz skautů a skautek ČR, 4. přístav Jana Nerudy Praha 3 (1989–2015)
- Junák – český skaut, 4. přístav Jana Nerudy Praha, z. s. (2015–současnost)